# Josefin Olsson
Josefin Olsson (født 23. august 1989 i Nyköping) er en kvindelig svensk sejler.
Hun deltog for første gang ved Sommer-OL 2012 i London, hvor hun deltog i kvindernes Laser Radial class, hvor hun sluttede på 18. pladsen. Hun deltog ligeledes også ved Sommer-OL 2016 i Rio de Janeiro, i samme disciplin og sluttede som samlet sekser. Hun deltog igen ved Sommer-OL 2020 i Tokyo 2021, i kvindernes Laser Radial. Hun vandt for første gang Olympisk sølvmedalje, efter danske Anne-Marie Rindom.